# Okány
Okány je vas na Madžarskem, ki upravno spada pod podregijo Sarkadi Županije Békés.